# Aleksander Szenajch
Aleksander Szenajch (ur. 26 sierpnia 1904 w Warszawie, zm. 5 czerwca 1987 w Brukseli) – polski lekkoatleta i piłkarz, olimpijczyk, dziennikarz sportowy.

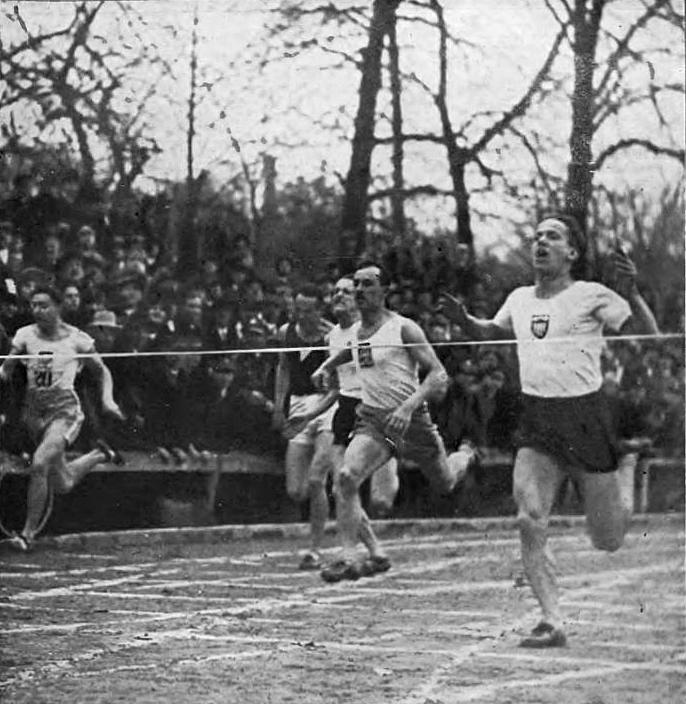
Aleksander Szenajch (pierwszy z prawej na mecie biegu w 1927)

## Rodzina
Był synem lekarza Władysława Szenajcha i jego żony Eugenii z d. Pianko. Rodzice byli wyznania luterańskiego (ojciec) i kalwińskiego (matka). Jego stryjem był pastor luterański Aleksander Schoeneich (1861–1939). Jego kuzynem był Karol Szenajch, hokeista, olimpijczyk z St. Moritz (1928).

## Życiorys
Ukończył Gimnazjum im. Mikołaja Reja w Warszawie w 1921 r. Brał udział w wojnie polsko-bolszewickiej, walcząc w szeregach najpierw 201. pułku piechoty, a potem 36. pułku piechoty Legii Akademickiej. Został udekorowany za męstwo Krzyżem Walecznych.

### Aktywność sportowa
Był wszechstronnym sportowcem, ale największe sukcesy osiągnął w lekkoatletyce i piłce nożnej. W obu tych dyscyplinach startował przede wszystkim w barwach Warszawianki.

#### Lekkoatletyka
Jako lekkoatleta był sprinterem. Był członkiem sekcji lekkoatletycznej Warszawianki. Jedenaście razy zdobywał mistrzostwo Polski:
- bieg na 100 m – 1923, 1924, 1925, 1928, 1929 i 1930
- bieg na 200 m – 1924, 1927, 1928 i 1929
- sztafeta 4 x 100 m – 1928.

Pięć razy był wicemistrzem: 100 m – 1927; 200 m – 1925, 1930; sztafeta 4 x 100 m – 1923 i 1930. Cztery razy był brązowym medalistą: 100 m – 1922; sztafeta 4 x 100 m – 1924, 1925 i 1927.
Startował na Igrzyskach Olimpijskich w 1924 w Paryżu na 100 m i 200 m, ale odpadł w eliminacjach. Czternaście razy reprezentował Polskę w meczach międzypaństwowych. Dwadzieścia dwa razy bił rekordy Polski, w tym jako pierwszy Polak pokonał granicę 11 sekund na 100 m (w 1925). Jego rekord Polski w biegu na 100 m to 10,8 s, a w biegu na 200 m – 22,3 s.

#### Piłka nożna
Karierę piłkarza zaczął w 1918 r.: w latach 1918–1920 grał w I drużynie piłkarskiej klubu Polonia Warszawa. Później grał w Warszawiance w I lidze w latach 1927–1931 jako napastnik i pomocnik. Rozegrał w I lidze 66 spotkań i strzelił 16 bramek. W sumie, grając w barwach Warszawianki rozegrał 250 meczów, w tym 18 w reprezentacji Warszawy.

### Dziennikarstwo sportowe
Już podczas kariery zawodniczej rozpoczął pracę jako dziennikarz sportowy, którą kontynuował do wybuchu wojny. Był m.in. redaktorem naczelnym czasopisma Stadjon (1929–1931) oraz kierował agencją „Centrosport” (1928–1939). Współpracował z Tygodnikiem Sportowym od 1923 r. Wraz z Władysławem Dobrowolskim wydał w 1927 r. broszurę „Stumetrówka”. Biegi krótkie i sztafetowe.

### Członkostwo w organizacjach
Szejnach był m.in.:
- członkiem zarządu Polskiego Związku Lekkiej Atletyki (od 1930, w marcu 2916 wybrany kierownikiem referatu prasowego i członkiem Komisji Trzech[2])
- członkiem Ligi Polskiego Związku Piłki Nożnej (od 1933 r.)
- członkiem klubu sportowego Warszawianka
- członkiem Towarzystwa Międzynarodowego i Krajowego Zawodników Kontraktowych
- wiceprezesem Związku Dziennikarzy Sportowych Rzeczypospolitej Polskiej.

### Wojna i po wojnie
W kampanii wrześniowej walczył w stopniu podporucznika w 1. pułku artylerii przeciwlotniczej. Następnie działał w konspiracji. Był oficerem personalnym w Wydziale Zrzutów Oddziału Dowodzenia i Łączności Komendy Głównej Armii Krajowej (nosił pseudonim Roman). Walczył w powstaniu warszawskim. Następnie był w niewoli niemieckiej, a po wyzwoleniu służył w 1 Dywizji Pancernej. Po demobilizacji zamieszkał w RFN, a następnie w Belgii, gdzie zmarł.

## Ordery i odznaczenia
- Krzyż Walecznych
- Srebrny Krzyż Zasługi po raz pierwszy (19 marca 1931)[3]
- Srebrny Krzyż Zasługi po raz drugi (8 lipca 1938)[4]